# Фролівське
Фролівське (до 2024 року — Ванюшкине) — село Новоазовської міської громади Кальміуського району Донецької області, Україна.

## Географія
Селом тече Балка Широка.

## Загальні відомості
Відстань до райцентру становить близько 27 км і проходить автошляхом місцевого значення. Землі села межують із територією Некліновського району Ростовської області Росії. Прикордонного переходу немає.
Із серпня 2014 р. перебуває на території, яка тимчасово окупована російськими терористичними військами.
19 вересня 2024 року Верховна Рада підтримала перейменування села Ванюшкине на Фролівське. 26 вересня 2024 року перейменування набуло чинності.

## Населення
За даними перепису 2001 року населення села становило 57 осіб, з них 1,75 % зазначили рідною мову українську, а 98,25 % — російську.